# Орден Полумесяца
Имперский Орден Полумесяца (тур. Hilal Nişanı) — рыцарский орден, учреждённый в 1799 году османским султаном Селимом III, когда он решил наградить адмирала Нельсона — англичанина-христианина — за победу над французами в битве при Абукире.
Существовавшие на тот момент османские ордена не могли вручаться немусульманам, и поэтому Селим III специально учредил Орден Полумесяца, сделав Нельсона первым его кавалером (а также передав ему челенк). Знаки ордена были высланы Нельсону в августе 1799 года. Позднее этим орденом награждались англичане, сражавшиеся против наполеоновских войск и флота в Египте и Восточном Средиземноморье в 1801 году.
Нельсон гордился этой наградой, и упомянул её после своего имени при подписании 9 апреля 1801 года Акта о капитуляции Дании после битвы при Копенгагене (новости об этом настолько порадовали султана, что он добавил к нельсоновскому ордену ленту и золотую медаль). Однако британская геральдическая комиссия разрешила Нельсону носить этот орден лишь 20 марта 1802 года.

## Описание
Получателям ордена вручалась серебряная звезда, в центре которой помещались полумесяц и звезда, и красная лента. Орден нужно было носить так, чтобы полумесяц оказывался слева от звезды.
Существовало две степени ордена: рыцари первого класса носили орден на шее (с лентой под воротником); рыцари второго класса носили орден на ленте, идущей от плеча до пояса на противоположной стороне тела.

## Кавалеры
- Нельсон, рыцарь, 1799 (наградил Селим III).
- Чарлз Марш Шомберг, рыцарь, 1801 (наградил Селим III).
- Лорд Хатчинсон, рыцарь 1 класса, (наградил Селим III).
- Генерал-майор сэр Эр Кут, рыцарь 1 класса, (наградил Селим III).
- Лорд Кейт, рыцарь 1 класса, (наградил Селим III).
- Сэр Ричард Бикертон, рыцарь 1 класса, (наградил Селим III).
- Сэр Себастьяни де Ла Порта, рыцарь 1 класса, (наградил Мустафа IV).
- Флигель-адъютант Паскевич Иван Фёдорович[1], 1807.